# La conquista del Oeste

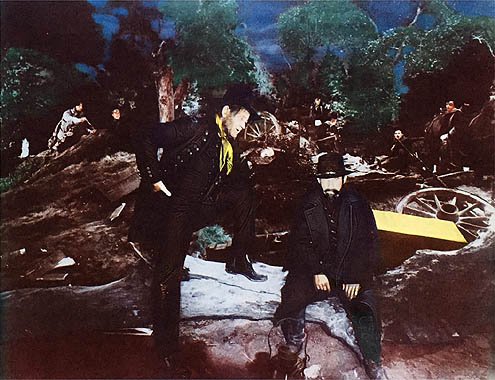
John Wayne y Harry Morgan como William Tecumseh Sherman y Ulysses S. Grant.

La conquista del Oeste (título original: How the West Was Won, cuya traducción sería: Cómo el Oeste fue ganado) es una superproducción estadounidense del género western de 1962 filmada en Cinerama. Sigue a diferentes generaciones de una familia: los Prescott, en su traslado de Nueva York a San Francisco.
El guion fue escrito por John Gay y James R. Webb y la película fue dirigida por cuatro directores: John Ford, Henry Hathaway, George Marshall y Richard Thorpe. Contó con un extenso plantel de estrellas de Hollywood y ganó diferentes premios Óscar: mejor montaje, mejor sonido y mejor guion original. También fue nominada a la mejor dirección artística, mejor fotografía en color, mejor vestuario en color, mejor banda sonora original y mejor película.
En 1997, la película fue considerada «cultural, histórica y estéticamente significativa» por la Biblioteca del Congreso de Estados Unidos y seleccionada para su preservación en el National Film Registry.

## Trama
La película consta de cuatro episodios sobre la colonización del Oeste, que tienen lugar entre 1830 y 1890. Los dos primeros y el último fueron dirigidos por Henry Hathaway y el tercero por George Marshall, pero incluye también un interludio dirigido por John Ford, ambientado en la guerra de Secesión.

## Reparto
- Carroll Baker como Eva Prescott Rawlings.
- Lee J. Cobb como Marshal Lou Ramsey.
- Henry Fonda como Jethro Stuart.
- Carolyn Jones como Julie Rawlings.
- Karl Malden como Zebulon Prescott.
- Gregory Peck como Cleve Van Valen.
- George Peppard como Zeb Rawlings.
- Robert Preston como Roger Morgan.
- Debbie Reynolds como Lilith Prescott.
- James Stewart como Linus Rawlings.
- Eli Wallach como Charlie Grant.
- John Wayne como William Tecumseh Sherman.
- Richard Widmark como Mike King.
- Brigid Bazlen como Dora Hawkins.
- Walter Brennan como Jeb Hawkins.
- David Brian como abogado de Lilith.
- Andy Devine como Peterson.
- Raymond Massey como Abraham Lincoln.
- Agnes Moorehead como Rebecca Prescott.
- Harry Morgan como Ulysses S. Grant
- Thelma Ritter como Agatha Clegg.
- Mickey Shaughnessy como Diputado Stover
- Russ Tamblyn como soldado desertor confederado.
- Spencer Tracy como narrador.

Otros actores a los que correspondieron breves papeles y no figuran en los títulos de crédito son Rodolfo Acosta, Ken Curtis, Jay C. Flippen, James Griffith, Harry Dean Stanton y Lee Van Cleef.